# Bandeira de Nova Jérsia
A bandeira de Nova Jérsia contém o emblema do selo de Nova Jérsia em uma plano de fundo da cor couro. De acordo com a ata da Assembleia Geral de Nova Jérsia, em 11 de março de 1896, a cor couro é, indiretamente, devido a George Washington, que teria ordenado em 2 de outubro de 1779, que o uniforme do brasão de Nova Jérsia fosse azul marinho, com faces couro. O uniforme couro era, até então, reservado apenas para o si e para os generais continentais e seus ajudantes. Então, em 28 de fevereiro de 1780, os Oficiais de Guerra Continentais, em Filadélfia convencionaram que o uniforme de todos os regimentos deviam ser da mesma cor do fundo da bandeira do estado.

## Cores
Uma lei de 1965 especifica que os tons de "azul-Jérsia" e couro eram os definidos pelo estado. Usando o "Cable color system" desenvolvido pela CAUS, o "azul-Jérsia" é definido com o Cable Nº 70087; couro é definido com o Cable Nº. 65015.